# Joanna Rawik
Joanna Rawik, de domo Szamota, primo voto Gronkowska, secundo voto Petrusewicz (ur. 31 stycznia 1934 w Czerniowcach) – polska piosenkarka, aktorka, dziennikarka.

## Życiorys
Jako siedmioletnie dziecko uczyła się gry na skrzypcach. Podjęła pracę jako maszynistka we wrocławskim Ossolineum. Marzyła o dziennikarstwie.
Jako piosenkarka debiutowała w połowie lat 50. XX wieku w kabarecie dziennikarzy Kaczka. Studiowała w latach 1955–1956 w Studium Teatralnym Ireny Byrskiej i Tadeusza Byrskiego w Kielcach, następnie występowała w Teatrze Ziemi Łódzkiej i Teatrze Objazdowym w Lublinie (1956–1958), śpiewała z zespołem jazzu tradycyjnego 7 Czarcich Łap (I miejsce na konkursie muzycznym w Lublinie), współpracowała z krakowskim klubem Pod Jaszczurami i kabaretem Kundel. W tym okresie nagrała też tytułową piosenkę do filmu "Ostrożnie Yeti" w reż. Andrzeja Czekalskiego (1960), wyemitowaną na zakończenie filmu.
Pseudonim Joanna Rawik przyjęła pod wpływem lektury Łuku triumfalnego Ericha Marii Remarque’a.
Zdobyła znaczną popularność pod koniec lat 60. XX wieku, śpiewając niskim, charakterystycznym głosem. Współpracowała z wieloma zespołami (m.in. z grupą wokalno-instrumentalną Dzikusy), koncertowała w kraju i za granicą (m.in.: Czechosłowacja, Finlandia, Francja, Węgry, Jugosławia, Australia, USA), nagrywała płyty, audycje radiowe i programy telewizyjne. Występowała w radiowym programie Podwieczorek przy mikrofonie, w filmach i serialach telewizyjnych Strachy i Żelazna obroża. Brała udział w Festiwalu Piosenki Radzieckiej w Zielonej Górze i Festiwalu Piosenki Żołnierskiej w Kołobrzegu. W 1966 i 1967 r. reprezentowała Polskę na Międzynarodowym Festiwalu Piosenki w Sopocie piosenkami Nie chodź tą ulicą i Po co nam to było. W 1969 r. wystąpiła tam poza konkursem z piosenką Romantyczność. W 1966 r. wystąpiła z innymi polskimi wykonawcami w paryskiej Olimpii w programie Grand Music-hall de Varsovie.
Od początku lat 70. stale współpracowała z Polskim Radiem, prowadząc m.in. audycje  "Joanna Rawik zaprasza do pałacyku WTM”, "Tłumem otoczyć życia swego dramat” oraz ”W poszukiwaniu tonacji durowej”.
Była wykładowcą historii piosenki francuskiej w Szkole Wyższej im. Pawła Włodkowica w Płocku.
Na początku lat 90. była członkiem redakcji miesięcznika "Twój Styl". Następnie, w latach 1994-2008 była w redakcji miesięcznika "Dziś", kierowanego przez Mieczysława F. Rakowskiego. Jednocześnie od początku lat 2000 była stałą felietonistką "Aneksu", dodatku do dziennika "Trybuna".
Od 2020 roku prowadzi w poniedziałki autorską audycję Sztuka jest magią na antenie Radia Wnet. W 2023 rozpoczęła prowadzenie własnego programu Piaf, czyli wróbel, poświęconego piosence francuskiej. Jest on emitowany co niedzielę, w Pierwszym Programie Polskiego Radia.

## Życie prywatne
Matka Joanny, Wiktoria z domu Duda, była Rumunką. Joanna Rawik dzieciństwo spędziła w Rumunii, w Hermanstadt. Do Polski przybyła w 1947 roku. Do trzynastego roku życia nie znała języka polskiego, choć mówiła już po rumuńsku, niemiecku i francusku.
Pierwszym mężem Joanny Rawik był aktor Stanisław Gronkowski, drugim Marek Petrusewicz, pierwszy polski rekordzista świata w pływaniu. Była w związku z aktorem Ignacym Gogolewskim.
Mieszka w Warszawie na Mokotowie.

## Nagrody
We Francji, po występach w Paryżu i Lyonie, nazwano ją Juliette Gréco znad Wisły. Została laureatką nagród na kilku Krajowych Festiwalach Polskiej Piosenki w Opolu:
- 1966 – IV KFPP – Nie chodź tą ulicą – III Nagroda w kategorii „Premiery”
- 1967 – V KFPP – Po co nam to było – Nagroda WRN w Opolu za piosenkę
- 1969 – VII KFPP – Romantyczność – Nagroda Dziennikarzy
- 1970 – VIII KFPP – Chlebem i solą – Nagroda Przewodniczącego Zarządu Towarzystwa Przyjaciół Opola za piosenkę

## Płyty
- Joanna Rawik – 1967
- Romantycznie – 1973
- Recital J. Rawik – 1995
- Od piosenki do piosenki: J. Rawik – 2005
- Złota kolekcja: Joanna Rawik. Kocham świat – 2018

## Piosenki
Najważniejsze piosenki z jej repertuaru:
- Nie chodź tą ulicą (muzyka Lucjan Kaszycki, słowa Tadeusz Śliwiak) – sukces na radiowej Giełdzie Piosenki i na IV KFPP w Opolu w 1966
- Mamy za mało siebie dla siebie (muzyka K. Ozga, słowa Tadeusz Śliwiak)
- Nie z każdej mąki będzie chleb (muzyka Jerzy Abratowski, słowa Jan Zalewski)
- Niczym się nie różnimy (muzyka R. Sielicki, słowa Jan Zalewski)
- Po co nam to było (muzyka Adam Skorupka, słowa Jan Zalewski), nagroda główna na V KFPP, Opole, 1967
- Romantyczność (znana także jako Kocham świat – na motywie poloneza As-dur Fryderyka Chopina w opracowaniu muzycznym i z tekstem Wojciecha Popkiewicza), nagroda na VIII KFPP w Opolu

## Książki
Jest autorką książek biograficznych i o historii piosenki:
- Hymn życia i miłości – opowieść o Édith Piaf, Wydawnictwa Radia i Telewizji, Warszawa 1991, ISBN 83-212-0572-0 i wznowienie 1998 ISBN 83-85461-56-6.
- Za kulisami sławy, „Twój Styl”, Warszawa 1992, ISBN 83-85443-04-5.
- Maestra – opowieść o Wandzie Wiłkomirskiej, „Twój Styl”, Warszawa 1993, ISBN 83-85443-26-6.
- autobiografia Kocham świat: wspomnienia z piosenką, Univ-Comp, Warszawa 1996, ISBN 83-86386-33-9 i wznowienie 2002 ISBN 83-88193-55-4.
- Krótka opowieść o piosence, Wydawnictwo Naukowe Novum Novum, Płock 2002, ISBN 83-88193-75-9.
- Edith Piaf: ptak smutnego stulecia, Studio Emka, Warszawa 2003, ISBN 83-88607-36-7 i wznowienie 2007 ISBN 83-88607-36-7.
- Nasza Europa. Wspomnienia Zbigniew P. Kruszewski, Joanna Rawik, Jerzy Żabowski, Wydawnictwo Naukowe Novum, Płock 2006, ISBN 83-89416-90-5.
- Epitafium dla wróbla, Wydawnictwo Naukowe Novum, Płock 2007, ISBN 83-60662-62-2.
- Muzyka życia, Wydawnictwo Studio Emka, Warszawa 2013, ISBN 978-83-63773-44-1.
- Po co nam to było, Wydawnictwo Studio Emka, Warszawa 2017, ISBN 978-83-65068-37-8.

## Filmografia
- 1975: Żelazna obroża – dyrektorowa
- 1979: Strachy – piosenkarka w prowincjonalnym teatrze
- 1983: Szkoda twoich łez – aktorka
- 1986: Kryptonim „Turyści” – piosenkarka w paryskiej restauracji (odc. 2)

## Odznaczenia
- 1974 – medal za zasługi dla Opolszczyzny
- 1974 – medal za zasługi dla miasta Opola
- 1988 – medal za upowszechnienie Kultury Ludowego Wojska Polskiego
- 1988 – medal srebrny za zasługi dla Ludowego Wojska Polskiego
- 1989 – odznaka Ministra Kultury i Sztuki Zasłużony Działacz Kultury
- 2003 – medal Pawła Włodkowica Szkoły Wyższej im. Pawła Włodkowica w Płocku
- 2009 – Złoty Medal Zasłużony Kulturze Gloria Artis[11]
- 2019 – medal 100-lecia ZASP[12]
- 2024 – Krzyż Kawalerski Orderu Odrodzenia Polski[13]
- 2025 – Odznaka Honorowa „Zasłużony dla Mazowsza”[14][15]